# Jaakonpäivä

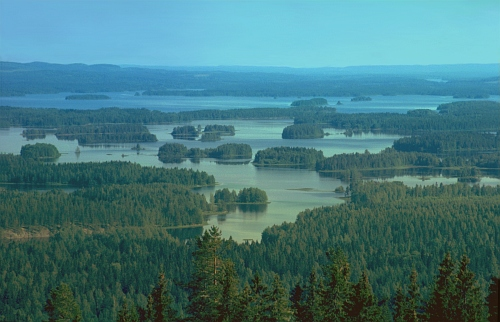
Il lago Syväri, uno degli oltre 187.000 laghi finlandesi

Il giorno di Jaakko (Jaakon päivä in finlandese), corrispondente al 25 luglio (in Italia è il giorno di San Giacomo), è al centro di una credenza popolare finlandese che giustifica l'abbassamento delle temperature dei laghi che avviene solitamente nella terza settimana di luglio. 
La leggenda vuole, infatti, che sia proprio Jaakko a gettare nelle acque una pietra fredda.